# Дудук, Иван Николаевич
Иван Николаевич Дудук — молдавский советский хозяйственный, государственный и политический деятель, Герой Социалистического Труда.

## Биография
Родился в 1927 году в селе Цамбула. Член КПСС с 1953 года.
С 1951 года — на хозяйственной, общественной и политической работе. В 1951—1987 гг. — рабочий, мастер цеха, аппаратчик-экстракторщик Бельцкого масложирового комбината Министерства пищевой промышленности Молдавской ССР, рационализатор, наставник молодых рабочих. 
Указом Президиума Верховного Совета СССР от 17 марта 1981 года присвоено звание Героя Социалистического Труда с вручением ордена Ленина и золотой медали «Серп и Молот».
Делегат XXV съезда КПСС.